# Ruth Gilbert
Florence Ruth Gilbert, née le 26 mars 1917 à Greytown en Nouvelle-Zélande et morte le 11 avril 2016 à Wellington, est une poétesse néo-zélandaise. Elle a étudié à l'Hamilton High School ainsi qu'à l'école de physiothérapie d’Otago avant d'être publiée dans divers magazines et anthologies. 
Ruth Gilbert a reçu le prix commémoratif Jessie Mackay à trois reprises dans la catégorie poésie et a été nommée officier du l'ordre du mérite de Nouvelle-Zélande pour ses services à la poésie.